# Baygorria
Baygorria ist die Werksiedlung des gleichnamigen Wasserkraftwerks am Río Negro im Departamento Durazno in Uruguay.

## Geographie
Die Siedlung liegt im nordwestlichen Teil des Departamento Durazno am Südufer des Rio Negros, der bei der Siedlung zum Stausee Baygorria aufgestaut wird. Auf der gegenüberliegenden Uferseite liegt das Departamento Río Negro. 30 km östlich liegt Paso de los Toros, 40 km südöstlich liegt Carlos Reyles. Im Nordwesten liegt in gut 20 km Entfernung die kleine Siedlung Grecco.

## Infrastruktur
Die Werkssiedlung dient der Instandhaltung und dem Betrieb des Wasserkraftwerks Baygorria, das auf Spanisch Central hidroeléctrica Rincón de Baygorria heißt. Die Anlage wurde 1960 in Betrieb genommen und hat eine Leistung von 108 MW. Der Betreiber ist das staatliche Energieunternehmen UTE. 
Baygorria ist mit dem Auto über die Ruta 4 in gut einer Stunde von Durazno aus zu erreichen. In Baygorria gibt es eine Schule, die Escuela No. 72.

## Einwohner
Baygorria hatte bei der Volkszählung im Jahr 2011 161 Einwohner, davon 84 männliche und 77 weibliche.
| Jahr | Einwohner |
| ---- | --------- |
| 1996 | -         |
| 2004 | 245       |
| 2011 | 161       |

Quelle: Instituto Nacional de Estadística de Uruguay